# Medtech Magazine
Medtech Magazine är en svensk nyhetstidning om sjukvård och medtech som grundades 2005. Tidningen utkommer som papperstidning samt som digital tidning på webben med dagliga uppdateringar. Medtech Magazine ges ut av förlaget Nordiske Medier.